# Jean-Philippe Darche
Pour les articles homonymes, voir Darche.
(en) Statistiques sur statscrew
Jean-Philippe Darche (né le 28 février 1975 à Montréal, dans la province de Québec au Canada) est un joueur professionnel de football américain de nationalité canadienne.

## Biographie
Bien qu'il joue au hockey sur glace et au baseball en premier, il décide de jouer au football canadien à l'école secondaire alors qu'il fréquente le Collège Notre-Dame-du-Sacré-Cœur.
En 1993, il participe au Championnat de football canadien amateur des jeunes de moins de 19 ans en étant membre de l'Équipe du Québec. Son équipe remporte le premier tournoi tenu à Calgary.
Il entreprend ses études collégiales au Collège André-Grasset et obtient son diplôme en 1994.
Son Cégep a retiré son numéro, tout comme les Redmen de l'Université McGill.
Lors de son séjour à l'Université McGill, il remporte le Trophée Russ Jackson en 1998. Il est par la suite repêché par les Argonauts de Toronto avec lesquels il fait ses débuts professionnels en 1999. Il évolue alors à la position de secondeur. Il signe la saison suivante avec les Seahawks de Seattle de la Ligue nationale de football. Il devient spécialiste des longues remises (long snapper). En 2006, il devient le deuxième joueur issu du programme de football du Sport interuniversitaire canadien à jouer lors d'une partie du Super Bowl. Il a aussi été nommé l'un des capitaines de l'équipe lors de cette saison. En 2008, à la suite d'une blessure, il est libéré par les Seahawks.
Il signe ensuite un contrat avec les Chiefs de Kansas City en remplacement de Kendall Gammon qui a pris sa retraite. Il se blesse à nouveau lors de la saison 2008. Cette blessure le contraint à prendre sa retraite, dont l'annonce officielle fut effectuée le 19 mars 2009.
Depuis, il a repris le chemin des études en complétant ses études en médecine à l'Université du Kansas. Il est détenteur d'un fellow en médecine du sport et agit depuis 2018 à titre de médecin au football pour les Chiefs de Kansas City et au baseball pour les Royals de Kansas City.

## Parenté dans le sport
Frère du hockeyeur Mathieu Darche.